# Jaderná energetika na Slovensku
Jaderná energetika na Slovensku hraje klíčovou roli v energetickém sektoru země. V roce 2023 se zasloužila o 62 % veškeré vyrobené elektrické energie v zemi, přičemž je Slovensko čistým vývozcem energie. Slovensko provozuje pět komerčních energetických reaktorů ve dvou elektrárnách s celkovým síťovým výkonem 2302 MW. To je asi o 700 MW více, než tomu bylo v roce 1990. Všechny bloky jsou provozovány společností Slovenské Elektrárne.

## Historie

### Počátky
V roce 1956 bylo rozhodnuto o výstavbě prvního jaderného reaktoru v Československu, na území dnešního Slovenska v Jaslovských Bohunicích. Demonstrační těžkovodní reaktor československo-sovětské konstrukce KS-150 označovaný A1 byl zvolen, protože nevyžadoval obohacený Uran-235 a tím pádem byl konstrukčně i jednodušší. Jednalo se o reaktor o výkonu 110 MWe od společnosti Škoda, jehož výstavba trvala neočekávaných 16 let (probíhala v letech 1958–1972). V roce 1979 byl reaktor předčasně odstaven po dvou haváriích. Druhá havárie byla vážná, protože se kvůli ztrátě chladiva (oxidu uhličitého) částečně roztavila aktivní zóna. Havárie elektrárny A1 je někdy nadneseně označována jako „československý Černobyl“.
Od roku 1970 pokračovala na Slovensku v Jaslovských Bohunicích výstavba čtyř standardních reaktorů VVER-440, které byly uvedeny do provozu v polovině 80. let 20. století.

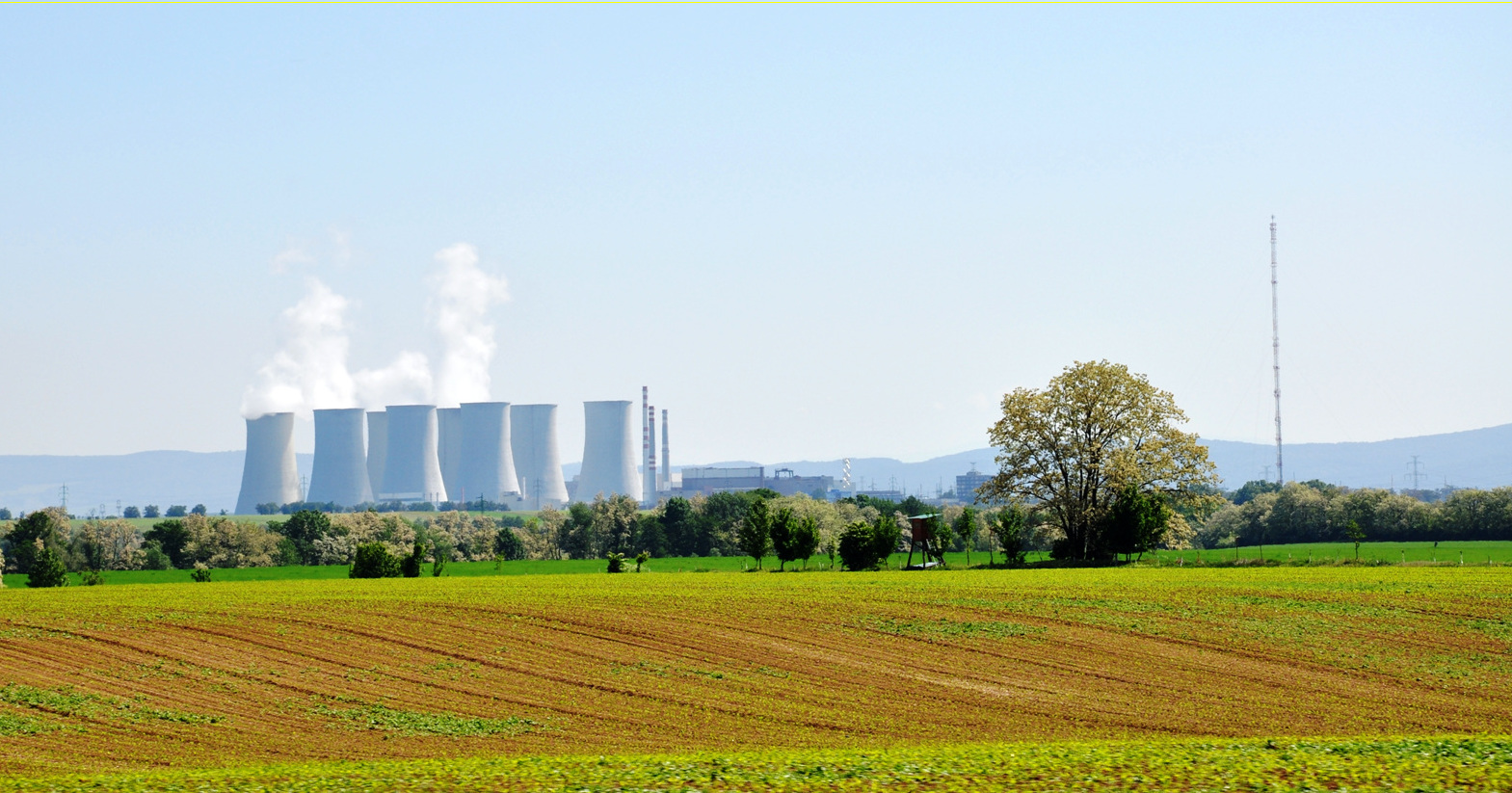
Jaderná elektrárna Jaslovské Bohunice

### Jaslovské Bohunice
V roce 1970 bylo dosaženo dohody se SSSR o výstavbě reaktorů VVER-440 na území Československa. Na Slovensku šlo o elektrárny Jaslovské Bohunice V1 s typem reaktoru VVER-440/230, V2 s typem reaktoru VVER-440/213 a čtyři bloky elektrárny Mochovce typu VVER-440/213. Všechny tyto bloky měly projektovaný výkon 440 MW, který byl posléze navyšován na hodnoty přesahující 500 MW.
Všechny jaderné elektrárny na Slovensku provozují reaktory VVER-440, ale jejich technologie a historie se liší v mnoha ohledech. Jako první byly do provozu uvedeny dva tyto bloky v elektrárně Jaslovské Bohunice V1. Šlo o první elektrárnu komerčního rozsahu na území Československa, jelikož blok A1 byl především pro experimentální účely, byť dodával energii do sítě. Bloky V1 byly typu V230 a do provozu byly uvedeny v letech 1980 a 1981. Později byla elektrárna rozšířena o V2 s dvěma bloky V213, které již měly podstatně lepší provozní parametry, především z bezpečnostního hlediska. Později byl identický projekt s bloky V213 vybudován v Dukovanech v české části Československa.
V letech 2006 a 2008 byly bloky elektrárny V1 Jaslovské Bohunice po domluvě s EU odstaveny. To bylo způsobeno nedostatečnou projektovou bezpečností těchto bloků a jejich nemožností je modernizovat do takové úrovně, aby byly konkurenceschopné. V roce 2009 bylo kvůli nedostatku zemního plynu navrženo obnovit provoz jednoho z bloků, ale s tím by musely souhlasit všechny státy EU, přičemž Rakousko bylo striktně proti.

### Mochovce
Druhá jaderná elektrárna na Slovensku byla stanovena v lokalitě Mochovce. Výstavba byla zahájena v roce 1983, ale výrazně vázla za harmonogramem a plánovaný rok spuštění prvního ze čtyř bloků v roce 1990 nebyl splněn. Výstavba byla z finančních důvodů zastavena v roce 1992, výstavba bloků 3 a 3 byla zastavena v roce 1993 po dokončení hrubé stavby, což umožnilo konzervaci. Stavba prvních dvou bloků byla obnovena v roce 1996 po zajištění financování, které zahrnovalo významnou modernizaci řídícího systému a dalších prvků. Ve své době šlo o nejmodernější reaktory VVER-440 s řídícími systémy konsorcia Framatome a Siemens. Elektrárna byla uvedena do provozu v roce 1998 spuštěním prvního bloku v roce 1998, druhý následoval v roce 2000.
Bloky 3 a 4, jejichž stavba byla zastavena v roce 1993 po dokončení konzervace, byly obnoveny v roce 2009. Původně se počítalo s tím, že jejich zprovoznění proběhne v letech 2012 a 2013, ale po havárii elektrárny Fukušima v Japonsku bylo nutné elektrárnu příslušně dovybavit. Třetí blok byl uveden do provozu v roce 2023 a čtvrtý blok zahájí provoz v roce 2026. Po jeho spuštění budou dokončeny všechny bloky, které v rámci Československa zůstaly nedokončené.
Na začátku 80. let 20. století bylo rozhodnuto o nahrazení typu VVER-440 za VVER-1000 ve všech v budoucnu postavených elektrárnách. První takovou elektrárnou na Slovensku se měla stát elektrárna Kecerovce, která měla navazovat na modelový projekt elektrárny Temelín.

### Další lokality
Bylo také zvažováno na Slovensku postavit jaderné výtopny s reaktory VVER-440 a VVER-1000. Uvažovalo se například o elektrárně Báhoň a Žiar nad Hronom. Po roce 1990 byly podobné projekty utlumeny a odloženy a po roce 1993 se s nimi již nepočítalo.

## Současnost a budoucnost

### Další bloky ve stávajících lokalitách
V únoru 2023 byl předložen návrh na povolení k výstavbě 5. bloku v Bohunicích. Nový reaktor má očekávaný výkon 1 200 megawattů. Zadavatelem je společnost Slovenské elektrárne. V roce 2024 schválilo Slovensko plány na nový jaderný reaktor v lokalitě Jaslovské Bohunice. Navrhovaný blok s kapacitou až 1 200 MW si klade za cíl posílit energetickou bezpečnost a soběstačnost. Pro projekt se zvažují potenciální mezinárodní partneři, včetně Jižní Koreje, Francie a Spojených států. Premiér Robert Fico zahájil jednání s jihokorejskými představiteli o prozkoumání možností spolupráce.

### Modulární reaktory
V červenci 2023 byla podepsána dohoda se společností Westinghouse o možném nasazení jejích malých modulárních reaktorů AP1000 a AP300 na Slovensku.

## Seznam reaktorů

### Seznam provozovaných a plánovaných energetických reaktorů na území Slovenska
| Název              | Umístění           | Typ          | Výkon (MWe) | Uvedení do provozu |
| ------------------ | ------------------ | ------------ | ----------- | ------------------ |
| Jaslovské Bohunice | Jaslovské Bohunice | VVER-440/213 | 500         | 1985               |
| Jaslovské Bohunice | Jaslovské Bohunice | VVER-440/213 | 500         | 1985               |
| Jaslovské Bohunice | Jaslovské Bohunice | -            | 1200        | Plánováno          |
| Mochovce           | Mochovce           | VVER-440/213 | 500         | 1998               |
| Mochovce           | Mochovce           | VVER-440/213 | 500         | 2000               |
| Mochovce           | Mochovce           | VVER-440/213 | 471         | 2023               |
| Mochovce           | Mochovce           | VVER-440/213 | 471         | 2026               |

### Seznam energetických reaktorů na území Slovenska trvale mimo provoz
| Název              | Umístění           | Typ          | Výkon (MWe) | Uvedení do provozu |
| ------------------ | ------------------ | ------------ | ----------- | ------------------ |
| Jaslovské Bohunice | Jaslovské Bohunice | KS-150       | 143         | 1972               |
| Jaslovské Bohunice | Jaslovské Bohunice | VVER-440/230 | 440         |                    |
| Jaslovské Bohunice | Jaslovské Bohunice | VVER-440/230 | 440         |                    |

### Seznam nedokončených nebo nezapočatých reaktorů na území Slovenska
| Název     | Umístění  | Typ           | Výkon (MWe) |
| --------- | --------- | ------------- | ----------- |
| Kecerovce | Kecerovce | VVER-1000/320 | 1000        |
| Kecerovce | Kecerovce | VVER-1000/320 | 1000        |
| Kecerovce | Kecerovce | VVER-1000/320 | 1000        |
| Kecerovce | Kecerovce | VVER-1000/320 | 1000        |